# Thuir
Thuir är en kommun i departementet Pyrénées-Orientales i regionen Occitanien i södra Frankrike. Kommunen ligger i kantonen Thuir som tillhör arrondissementet Perpignan. År 2022 hade Thuir 8 215 invånare.

## Befolkningsutveckling
Antalet invånare i kommunen Thuir
| Referens: INSEE |